# عيسى حليم
محمد عيسى بن عبد الحليم (ولد في 15 مايو 1986) هو لاعب كرة قدم دولي يلعب كوسط ميدان مدافع لصالح نادي غيلانغ إنترناشونال. كان يلعب كمهاجم أوسط في شبابه.

## روابط خارجية
- عيسى حليم على موقع قاعدة بيانات كرة القدم.إي يو (الإنجليزية)
- عيسى حليم على موقع ناشيونال فوتبول تيمز (الإنجليزية)
- عيسى حليم على موقع ناشيونال فوتبول تيمز (الإنجليزية)
- عيسى حليم على موقع Soccerway.com (الإنجليزية)
- عيسى حليم على موقع عالم كرة القدم.نت (الإنجليزية)